# TiVo

El antiguo logotipo de TiVo, un televisor sonriente.

TiVo es un grabador de vídeo digital (DVR) desarrollado y comercializado por Xperi (anteriormente por TiVo Corporation y TiVo Inc.) e introducido en 1999. TiVo ofrece una guía en pantalla de los programas de televisión de programación programada, cuyas características incluyen los programas "Season Pass" que registra cada nuevo episodio de una serie, y las búsquedas de "Lista de deseos" que permiten al usuario encontrar y grabar programas que coincidan con sus intereses por título, actor, director, categoría o palabra clave. TiVo también ofrece una variedad de funciones cuando el DVR de TiVo está conectado a una red doméstica, incluidas descargas de programas de televisión y películas, búsqueda avanzada, visualización de fotos personales, ofertas de música y programación en línea.
Desde su lanzamiento en su mercado local de Estados Unidos, TiVo también ha estado disponible en Australia, Canadá, México, Nueva Zelanda, Puerto Rico, Suecia, Taiwán, España y el Reino Unido. Sin embargo, los modelos más nuevos han adoptado el estándar CableCARD, que solo se implementa en los Estados Unidos, y que limita la disponibilidad de ciertas características.

## La disponibilidad del servicio
El servicio TiVo está disponible en los Estados Unidos, Reino Unido, Canadá (excepto Quebec), México, Australia, España, Colombia y Taiwán en la actualidad. En los años transcurridos desde su lanzamiento en Estados Unidos, TiVo Serie 1 y TiVo Serie 2 DVRs también han sido modificados por los usuarios finales para trabajar en Australia, Brasil, Canadá, Nueva Zelanda, Holanda y Sudáfrica.

## Servicios ofrecidos
Pases de Temporada (Season Pases): TiVo permite registrar el programa favorito del usuario y grabarlo automáticamente sin la necesidad de programarlo cada vez que se transmita por la estación televisiva. Tiene, además, la posibilidad de elegir si sólo quiere grabar los capítulos nuevos o también los repetidos.
Lista de los Deseos (Wish List): TiVo permite al telespectador teclear nombres o palabras claves, para que el equipo las busque y grabe automáticamente cuando éstas aparecen en la parrilla. Con esta función el cliente puede almacenar todos los programas relacionados con sus intereses cuando sean emitidos.
Omisión de anuncios y búsqueda de publicidad específica:
A mediados de 2006, TiVo lanzó la posibilidad de escoger los anuncios con el sistema TiVo Product Watch. Así, los suscriptores de TiVo pueden buscar y seleccionar los anuncios, ordenarlos por duración (de un minuto a una hora), y éstos se envían directamente a sus dispositivos, donde quedan almacenados para poder ser vistos en cualquier momento.
TivoToGo: Una mejora del software es "TiVo ToGo" que desde enero de 2006 permite a los suscriptores transferir los programas de televisión tanto a sus computadores portátiles como a los aparatos iPod, de Apple, y PlayStation, de Sony. Su objetivo es extender el servicio a otros aparatos electrónicos en un futuro próximo, y ampliarlo para que sus clientes puedan acceder a contenidos grabados en cualquier sitio a través de Internet. Será necesaria la descarga de un programa gratis desde la página web de TiVo. Cada usuario tendrá un código de acceso y contraseña con lo que se pretende restringir la transferencia de contenidos grabados a los habitantes de una sola casa con varios aparatos. Para evitar posibles problemas de derechos de propiedad con las productoras de Hollywood, TiVo subraya que el nuevo sistema de grabación y transferencia de contenidos es exclusivamente para uso personal.
Grabación dual (nuevo: grabación triple): A mediados de 2006, TiVo empezó a vender reproductores de vídeo digitales con sintonizadores duales que permitirán a los usuarios grabar dos programas de televisión de forma simultánea. Esta nueva característica puede ayudar a los dispositivos de TiVo a competir con reproductores genéricos que proporcionan operadores de televisión por cable y por satélite, que a menudo son distribuidos gratuitamente con una suscripción a la televisión por cable y tienen sintonizadores duales.  En el mes de julio de 2012, una actualización del proveedor de TiVo en España -Ono- incluyó como novedad el tercer sintonizador, con sus correspondiente posibilidad de grabación simultánea.
Servicios en línea: TiVo ofrece la posibilidad de programar grabaciones de última hora desde la web, así como servicios en línea como videos de Youtube, fotos de Picasa, Podcasts, consultar el tiempo, el tráfico en Yahoo...
Amazon Unbox en TiVo: Todas las películas y series alquiladas o compradas a través del sistema Amazon Unbox serán descargadas automáticamente al equipo TiVo y aparecerán en el menú "Now Playing on TiVo" listas para ser vistas desde el televisor. Las películas y series compradas mediante este sistema quedarán almacenadas en la librería multimedia del usuario (en los servidores de Amazon) para poder ser re-descargadas a TiVo en un futuro.

## Otros países

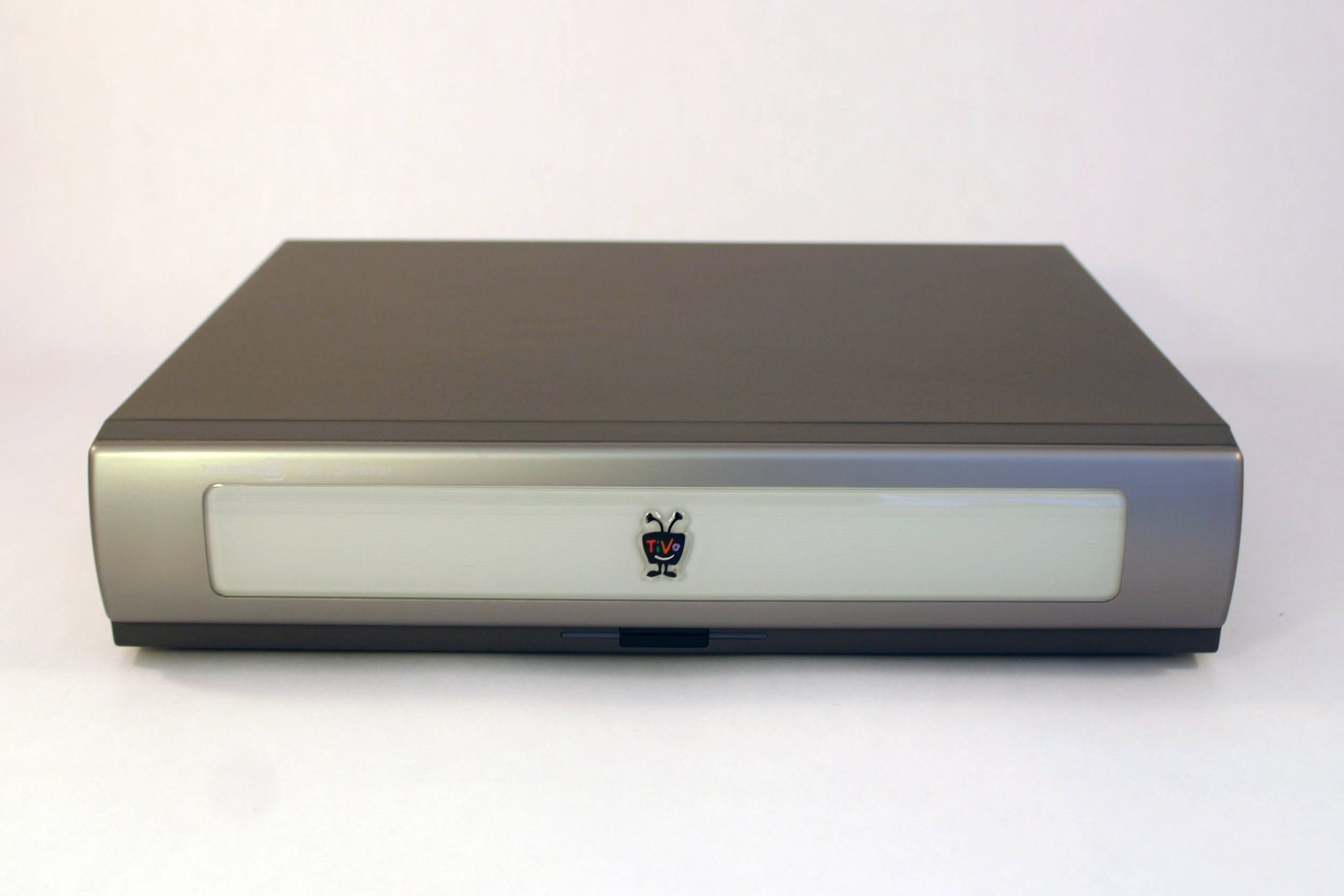
TiVo Serie 2

En México, donde es posible contratar el sistema TiVo, ofrece su servicio de DVR que permite retroceder, pausar, adelantar y grabar contenido digital de su servicio de televisión satelital y cable digital. Izzi Telecom proporciona el sistema TiVo completamente en español y diseñado para adaptarse totalmente a los servicios que la empresa proporciona. 
En Costa Rica es ofrecido por Cabletica, empresa perteneciente a la estadounidense Liberty Latin America, mediante el servicio TV Cable Digital llamado Next TV y que permite a los suscriptores la posibilidad de grabar, retroceder o pausar la programación en vivo, entre otras funcionalidades.
En Chile, VTR lo provee con su TV Cable Digital (llamado D-Box) y también en su servicio de TV Cable Digital de Alta Definición (HD) con el DVR (D-Box PRO) que permite grabar, pausar y retroceder contenido digital (SD) y de alta definición (HD) al igual que DirecTV Plus HD. Movistar ofrece su servicio de DVR que permite retroceder, pausar, adelantar y grabar contenido digital de su servicio de televisión satelital; DirecTV posee el mismo sistema con DirecTV Plus y recientemente con DirecTV Plus HD que permite grabar contenidos en definición estándar (SD) y alta definición (HD). Telsur (Telefónica del Sur) lanzó al mercado (enero de 2011) su sistema DVR para ambos servicios (SD y HD).
En Argentina y Perú la empresa DirecTV posee el sistema DirecTV Plus y DirecTV Plus HD que permiten retroceder, pausar, adelantar y grabar contenidos en definición estándar (SD) y alta definición (HD). También en Argentina, la empresa Telecentro ofrece el servicio Pack DVR HD que permite acciones similares en contenidos digitales (SD y HD) mediante un grabador digital de la línea Motorola DCT que la empresa presta en comodato. Además la empresa Supercanal que está en 14 provincias del interior del país también ofrece el producto con la posibilidad de grabar en disco externo o pendrive en formatos (SD y HD), pudiendo programar series completas, películas, avanzar, retroceder y demás funciones como un DVR.
En España, el 30 de junio de 2011, ONO anunció su acuerdo conjunto con TiVo para ofrecer el servicio como distribuidor exclusivo. Asimismo, la compañía estadounidense desarrollará todo el software de los receptores, tanto los tradicionales como los DVR. Vodafone TV (ONO hasta la compra por parte del operador de telefonía británico) y TiVo ofrecen en conjunto soluciones para ofrecer Internet en televisión gracias a la fibra de ONO (tras la compra por parte de Vodafone, ONO sigue manteniendo su nombre en lo referente a fibra óptica), enriquecida con lo que puede ofrecer la TDT y canales premium a la carta como Canal+1, Canal+Liga, Hustler TV, etc. La plataforma de pago Digital+ permite contratar el descodificador iPlus desde 2007, que ofrece algunas de las posibilidades de TiVo. Para servicios de TDT InOut TV comercializa equipos como el MediaCenter 4G que permite gran parte de las funcionalidades de TIVO.
En Venezuela, Ecuador y Colombia la empresa DirecTV ofrece el servicio DirecTV Plus, el cual posee algunas de las funcionalidades de TiVo.
También la empresa Tigo ofrece el servicio Tigo One TV el cual posee algunas de las de las funcionalidades de TiVo
En Uruguay, varias empresas de televisión por cable ofrecen un sistema similar al de TiVo, al permitir pausar, rebobinar y grabar transmisiones en vivo. Algunas de ellas son Montecable, Nuevo Siglo y DirectTV, con su servicio DirectTV Plus.